# باول فرنسيس دوفي
باول فرنسيس دوفي (بالإنجليزية: Paul Francis Duffy)‏ هو كاهن كاثوليكي أمريكي، ولد في 25 يوليو 1932 في نوروود في الولايات المتحدة، وتوفي في 23 أغسطس 2011.